# Восточно-Сухокумск
Восточно-Сухокумск — бывший посёлок сельского типа в Дагестане, ныне отдалённый микрорайон города Южно-Сухокумска.

## Географическое положение
Расположен в Ногайской степи в 27 километров к северо-востоку от города Южно-Сухокумск.

## История
Образован в 1960 году в связи с освоением нефтяных месторождений. В 1995 году территория, на которой расположен посёлок, была передана в ведение города Южно-Сухокумск, но правовой статус посёлка по состоянию на 2012 год не был определён..

## Краткое описание
В посёлке действует реконструированный в 2000-х годах клуб и фельдшерский пункт, а также средняя общеобразовательная школа №3.
Требуется организовать переселение жителей из посёлка (300 человек), которые проживают в сборно-щитовых бараках.